# Сабляк, Иван
Иван Сабляк (хорв. Ivan Sabljak; 21 июня 1919, Раковица — октябрь 1944, Ясеновац) — югославский хорватский обувной мастер, партизан времён Народно-освободительной войны, Народный герой Югославии.

## Биография
Родился 21 июня 1919 в Раковице. По профессии был обувным мастером, жил в Загребе. В 1938 году вступил в Объединённый рабочий синдикальный союз, занялся политической деятельностью среди рабочей молодёжи. В 1940 году был принят в КПЮ.
После оккупации страны и провозглашения Независимого государства Хорватии стал одним из организаторов Сопротивления в Загребе, был избран в местный районный комитет Союза коммунистической молодёжи Югославии. 5 августа 1941 арестован усташскими агентами и отправлен в концлагерь Ясеновац, где сумел наладить контакты с другими узниками. В январе 1942 года переведён в концлагерь Стара-Градишка, где был избран секретарём ячейки в лагере. Несколько раз переводился под одиночное заключение.
Будучи узником, Сабляк установил связь с Козарским партизанским отрядом, с руководством которого договорился о штурме лагеря и освобождении узников. Он взял на себя ответственность по подготовке восстания, но летом 1944 года Усташская надзорная служба раскрыла план. Под пытками Иван отказался выдавать своих сообщников, и в итоге в октябре 1944 года был отправлен на расстрел. Но ещё до вынесения приговора Иван попытался сбежать и был застрелен на месте.
Посмертно награждён званием и Орденом Народного героя Югославии (указ от 24 июля 1953).